# 德国无防护巡洋舰列表

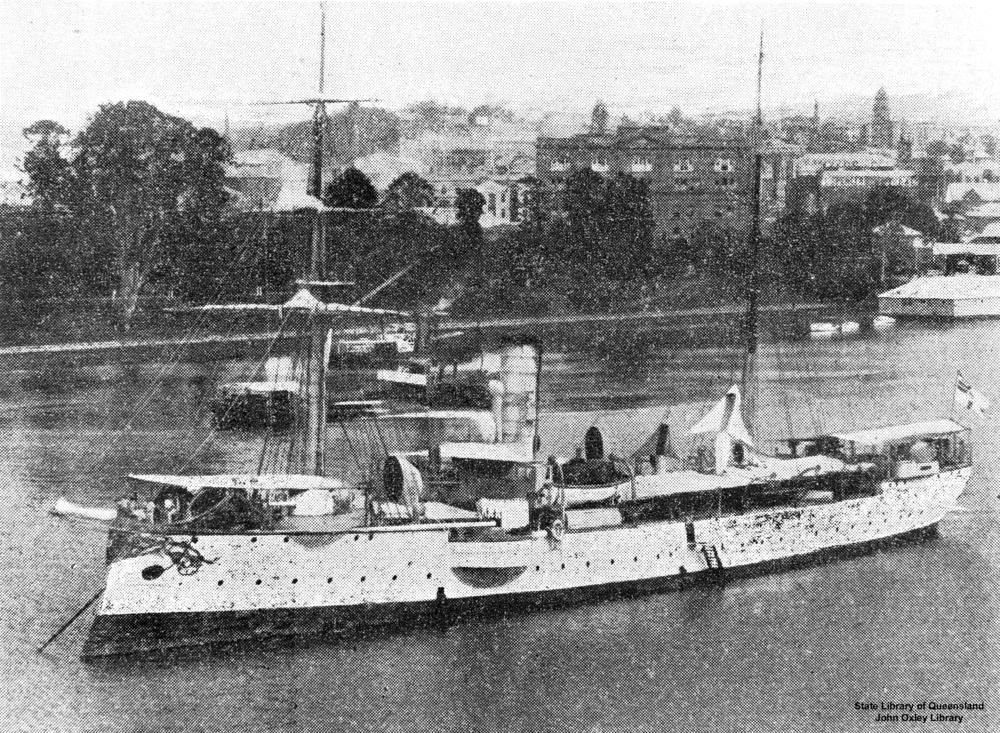
停泊在布里斯班植物园对面的鸬鹚号

德国无防护巡洋舰列表中包含所有由德意志帝国海军在1880年代至1890年代期间建造的无防护巡洋舰。在这段时期，德意志帝国海军共建造三个舰级共9艘无防护巡洋舰。这些舰只后来被证明只是过渡性的设计，通过设计和建造这批舰只和一系列的通报舰所积累的经验为德国海军建造第一艘轻巡洋舰打下基础。这批无防护巡洋舰是为在殖民地服役而设计，为此她们需要极强的续航能力和相对强大的火力。第一批这种类型的舰只是两艘燕子级，她们是为了使一支老化、主要依靠旧式风帆巡防舰的巡洋舰队现代化而购置的。这批新舰主要采用蒸汽动力驱动，但保留辅助的帆索设备。第二批是美洲鹰级，她们比燕子级的舰体更大，装备新型速射炮，但在其他方面的性能基本相同。由于德国海军预算长期低迷，最后一艘无防护巡洋舰吉菲昂号在设计上尝试将殖民地巡洋舰与舰队侦察舰的需求相结合起来。然而这种设计最终不能令人满意。结果德国海军设计者不再继续建造无防护巡洋舰，而是转而开始建造第一批现代化轻巡洋舰——瞪羚级。
这9艘无防护巡洋舰在德国的海外殖民地和权益区域，特别是在非洲、亚洲和太平洋地区，都十分活跃。她们参与镇压许多叛乱，包括1889年至1890年间在德属东非发生的阿布希里起义，1900年至1901年间在中国发生的义和团运动，以及1911年在加罗林群岛发生的苏柯斯叛乱。大多数舰只最终被召回德国本土，并在1910年代早期退役，取而代之的是更新的轻巡洋舰。美洲鹰号和隼号在1912年被除籍，但其余几艘舰只仍旧继续担任次要角色。在剩下的7艘舰只中，只有鸬鹚号和兀鹰号在1914年8月第一次世界大战开始时还留在海外。鸬鹚号当时驻扎在青岛，但是她的引擎破损，为了防止被俘获，所以选择自沉。兀鹰号在自身储煤快用完之前曾在太平洋地区短暂地对抗英国的航运活动。之后她在夏威夷入港，并在那里被美国海军拘留。1917年4月美国对德国宣战后，她被扣押，改名为舒尔茨号，并作为美国海军继续服役，然而在1918年6月的一次碰撞中意外沉没。战争期间，海鹰号被调拨为威廉港的水雷储藏废船，在1917年的一次意外爆炸中摧毁。秃鹫号、燕子号、食雀鹰号和吉菲昂号在战争中被用于各种次要角色，包括浮动兵营、训练巡洋舰和靶舰。前3艘舰只都在1920年代早期拆解，而吉菲昂号在1923年拆解之前被短暂用作商船。
| 武装     | 主要武器的数量和类型                             |
| 排水量   | 战斗满载排水量                                   |
| 推进器   | 轴的数量、推进系统的类型、可提供的最高航速和功率 |
| 服役     | 舰只开建和结束建造的日期以及其最终结局           |
| 龙骨敷设 | 开始敷设龙骨的日期                               |
| 交付日期 | 舰只交付使用的日期                               |
| 结局     | 舰只最终结局（例如沉没、拆解）                   |

## 燕子级

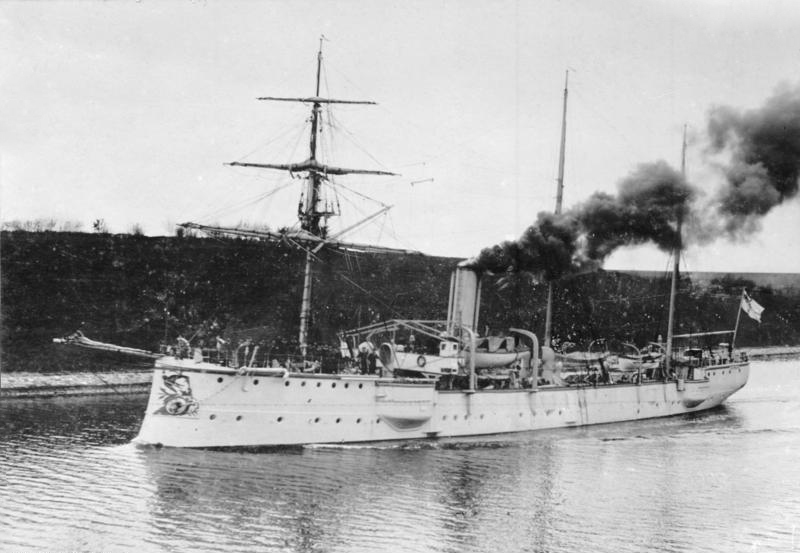
在威廉皇帝运河航行的燕子号

德意志帝国海军第一批无防护巡洋舰燕子级是在1886年设计，用以取代当时德国拥有的各种各样的旧式风帆舰只。她们的设计目的是维护德国在当时获取的海外殖民地的利益。当时的德意志帝国海军司令列奥·冯·卡普里维要求一种能够在海外执行任务，而且在战事来临时也要有足够的火力支持的舰只。然而老旧的帆船火炮装备很差，无法作为战斗舰艇使用。为此，燕子号和食雀鹰号配备8门105（4.1英寸）口径的主炮。
两舰在整个服役生涯期间，几乎都是在海外执行任务，包括德属非洲殖民地、亚洲及太平洋地区的租借地势力范围。除了正常例行的殖民地治安，她们的服役生涯一般平淡无奇。1889年至1890年间，她们都被派往德属东非，协助镇压阿布希瑞起义。1900年，燕子号加入八国联军镇压义和团的作战行动。两舰都在1911年退役，之后被用作次要用途：燕子号被作为训练船，食雀鹰号被用作靶舰。第一次世界大战之后，两舰都在1922年出售拆解。
| 舰名     | 武装                   | 排水量                            | 推进器                                                                                                 | 服役      | 服役         | 服役       |
| 舰名     | 武装                   | 排水量                            | 推进器                                                                                                 | 龙骨敷设  | 交付日期     | 结局       |
| -------- | ---------------------- | --------------------------------- | --- | --------- | ------------ | ---------- |
| 燕子号   | 8门105毫米K L/35型火炮 | 1,359公噸（1,338長噸；1,498短噸） | 2轴，2台二缸两胀往复式蒸汽发动机，13.5節（25.0每小時；15.5英里每小時），1,558匹指示馬力（1,162千瓦特） | 1886年4月 | 1888年5月8日 | 1922年拆解 |
| 食雀鹰号 | 8门105毫米K L/35型火炮 | 1,359公噸（1,338長噸；1,498短噸） | 2轴，2台二缸两胀往复式蒸汽发动机，13.5節（25.0每小時；15.5英里每小時），1,595匹指示馬力（1,189千瓦特） | 1887年9月 | 1889年4月2日 | 1922年拆解 |

## 美洲鹰级

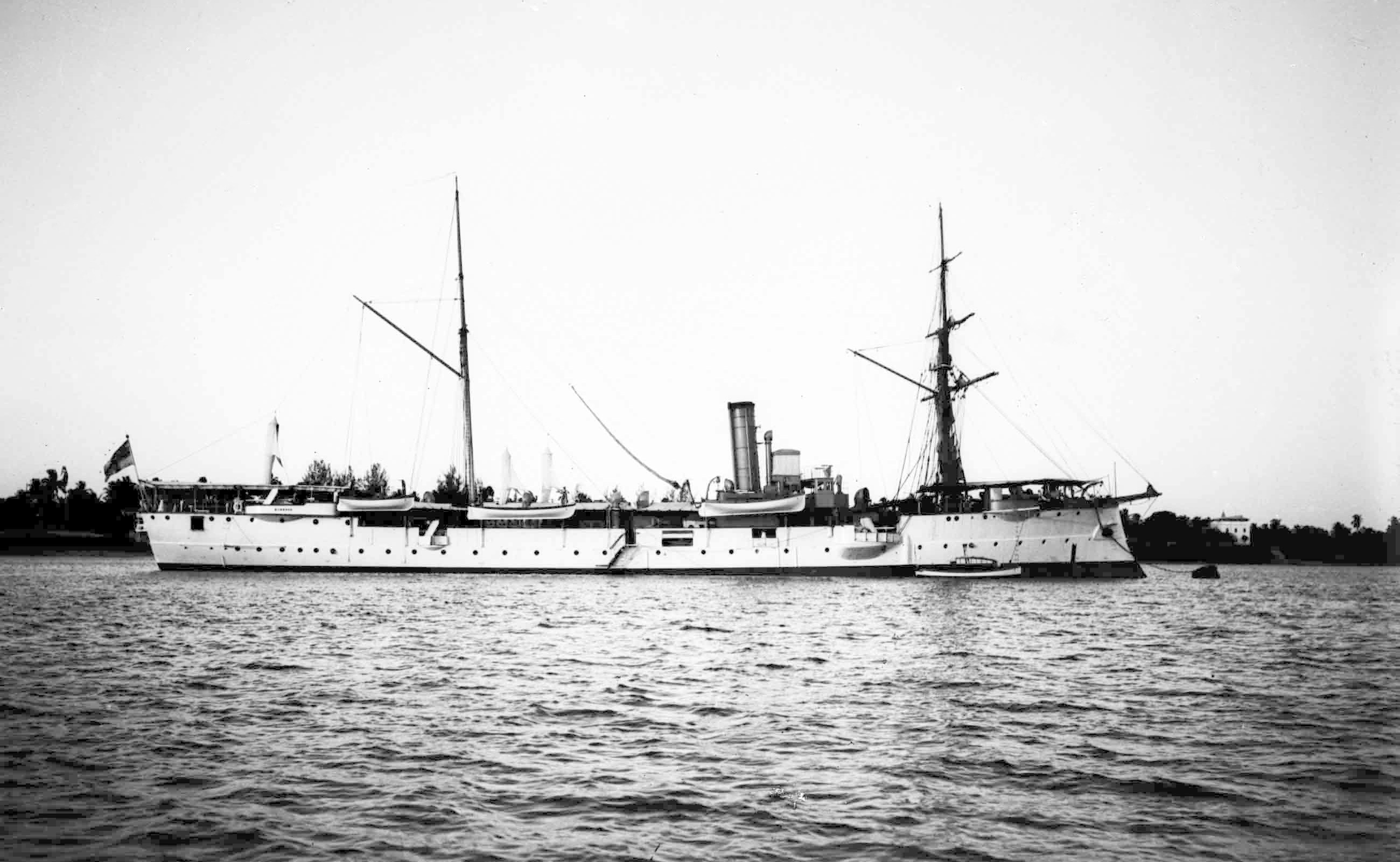
停泊在达累斯萨拉姆的美洲鹰号

德意志帝国海军在1888年设计的美洲鹰级是作为燕子级的改进版本。与燕子级类似，美洲鹰级用于殖民地防卫任务。她们体积更大，速度更快，巡航半径相当，火炮数量和口径相同。除了首舰美洲鹰号之外，其余各舰都装备新型速射炮。美洲鹰级也是德国海军最后一种装备帆索设备的巡洋舰设计方案。
5舰在德属非洲、亚洲和太平洋地区的殖民地广泛服役。海鹰号参与1900年义和团运动的镇压，隼号参与1902年至1903年间的委内瑞拉危机，秃鹫号和鸬鹚号在1911年帮助镇压加罗林群岛的苏柯斯叛乱。美洲鹰号和隼号在1912年被除籍，而海鹰号和秃鹫号在1914年回到德国退役。第一次世界大战爆发时，鸬鹚号和兀鹰号仍留在太平洋，前者的发动机磨损严重，不得不选择在青岛自沉。兀鹰号在太平洋短暂袭击英国船只，但在燃料耗尽后驶入夏威夷，并在那里被美国海军拘留。1917年，兀鹰号被美国海军正式俘获，并改名为舒尔茨号。1918年6月她被一艘货船意外撞沉。与此同时，海鹰号在1917年的一次意外爆炸中摧毁。秃鹫号是本级舰只中唯一一艘在战后幸存下来的，她在1921年拆解。
| 舰名     | 武装                      | 排水量                            | 推进器                                                                                             | 服役     | 服役           | 服役                                |
| 舰名     | 武装                      | 排水量                            | 推进器                                                                                             | 龙骨敷设 | 交付日期       | 结局                                |
| -------- | ------------------------- | --------------------------------- | -------------------------------------------------------------------------------------------------- | -------- | -------------- | ----------------------------------- |
| 美洲鹰号 | 8门105毫米K L/35型火炮    | 1,868公噸（1,838長噸；2,059短噸） | 2轴，2台三缸三胀往复式蒸汽机，15.5節（28.7每小時；17.8英里每小時），2,806匹指示馬力（2,092千瓦特） | 1888年   | 1890年10月7日  | 1913年拆解                          |
| 隼号     | 8门105毫米SK L/35型速射炮 | 1,868公噸（1,838長噸；2,059短噸） | 2轴，2台三缸三胀往复式蒸汽机，15.5節（28.7每小時；17.8英里每小時），2,910匹指示馬力（2,170千瓦特） | 1890年   | 1891年9月14日  | 1913年拆解                          |
| 海鹰号   | 8门105毫米SK L/35型速射炮 | 1,868公噸（1,838長噸；2,059短噸） | 2轴，2台三缸三胀往复式蒸汽机，15.5節（28.7每小時；17.8英里每小時），2,881匹指示馬力（2,148千瓦特） | 1890年   | 1892年8月17日  | 1917年4月19日沉没                   |
| 秃鹫号   | 8门105毫米SK L/35型速射炮 | 1,868公噸（1,838長噸；2,059短噸） | 2轴，2台三缸三胀往复式蒸汽机，15.5節（28.7每小時；17.8英里每小時），2,881匹指示馬力（2,148千瓦特） | 1891年   | 1892年12月9日  | 1921年拆解                          |
| 鸬鹚号   | 8门105毫米SK L/35型速射炮 | 1,868公噸（1,838長噸；2,059短噸） | 2轴，2台三缸三胀往复式蒸汽机，15.5節（28.7每小時；17.8英里每小時），2,857匹指示馬力（2,130千瓦特） | 1890年   | 1893年7月25日  | 1914年9月28日自沉                   |
| 兀鹰号   | 8门105毫米SK L/35型速射炮 | 1,868公噸（1,838長噸；2,059短噸） | 2轴，2台三缸三胀往复式蒸汽机，15.5節（28.7每小時；17.8英里每小時），2,884匹指示馬力（2,151千瓦特） | 1893年   | 1895年10月24日 | 1917年4月6日被俘，1918年6月21日沉没 |

## 吉菲昂号

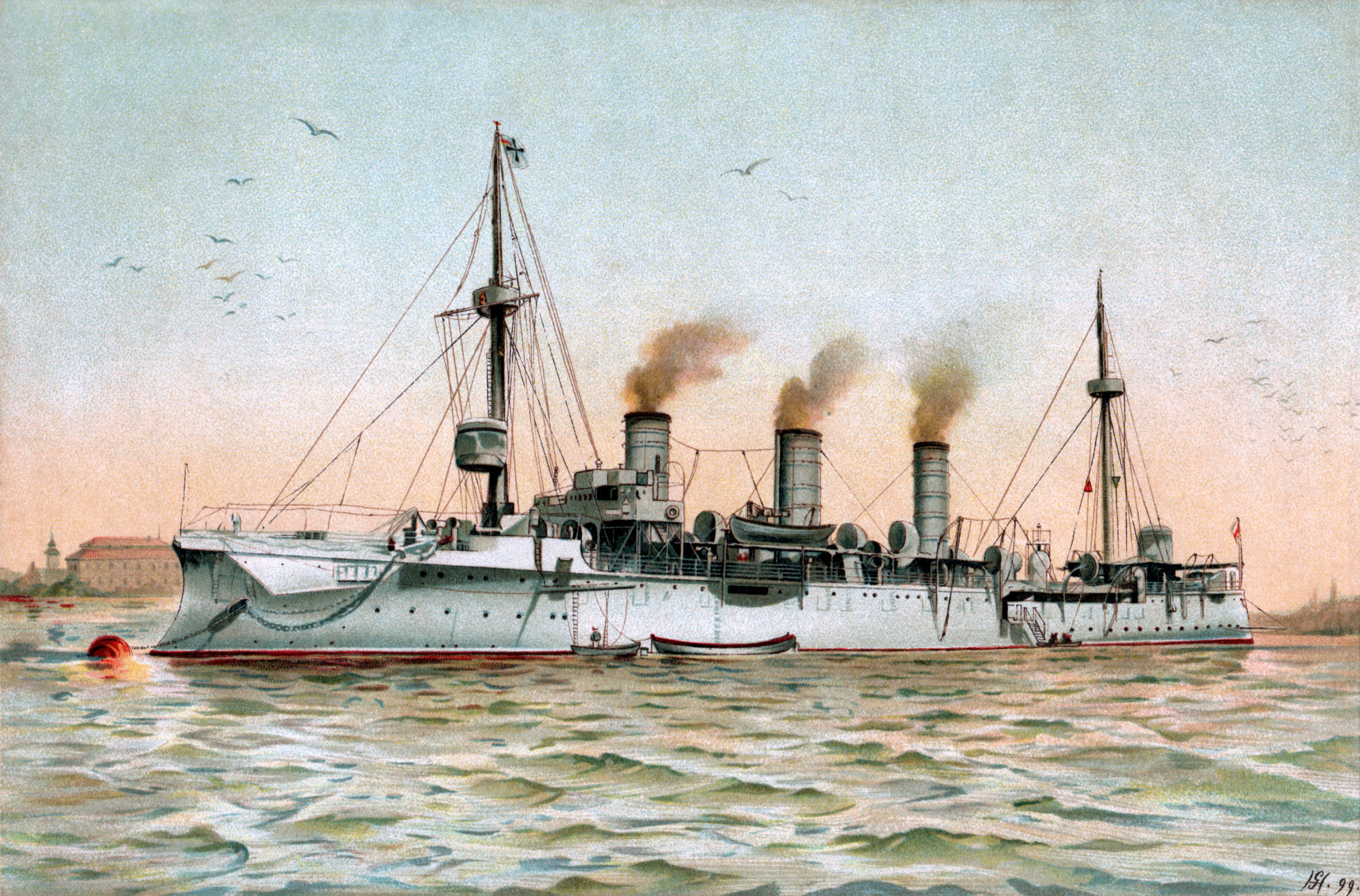
1902年吉菲昂号的石版画

吉菲昂号是德意志帝国海军建造的最后一艘无防护巡洋舰。事实上，她更像是奥古斯塔皇后号防护巡洋舰的缩小版。设计者试图建造一艘混合动力舰只，既可以作为舰队侦察舰，也可以作为海外巡洋舰，这主要是由于当时海军预算较少，限制海军针对每个舰种进行职责优化的能力。但由于需求互相矛盾，产生的设计并不能令人满意。例如，舰队侦察所需的高速所必需的强大引擎非常耗煤，这降低舰只的续航能力。然而，对于旨在维护遥远的德属海外殖民帝国势力范围的舰只来说，较大的巡航半径却是必须的。
由于在海上试航中发现通风问题，需要长时间修改，所以船的建造周期被迫延长。在1897年底被派往东亚分舰队之前，她在德国度过头两年半的时间。此后她参加对义和团运动的镇压，并于1900年参加第二次大沽口之战。1901年底，吉菲昂号回到德国，在那里她进行现代化改造，然后转入后备役。第一次世界大战开始后，海军计划将该舰召回，但由于人员短缺而沒有回到现役。取而代之的是将她改成一艘军营船。战后，她被改装成一艘货船，并重新命名为阿道夫·佐默费尔德号（德語：Adolf Sommerfeld）。最终在1923年拆解。
| 舰名     | 武装                     | 排水量                            | 推进器                                                                                             | 服役     | 服役         | 服役                         |
| 舰名     | 武装                     | 排水量                            | 推进器                                                                                             | 龙骨敷设 | 交付日期     | 结局                         |
| -------- | ------------------------ | --------------------------------- | -------------------------------------------------------------------------------------------------- | -------- | ------------ | ---------------------------- |
| 吉菲昂号 | 10门105毫米SK L/35型火炮 | 4,275公噸（4,207長噸；4,712短噸） | 2轴，2台三缸三胀往复式蒸汽机，20.5節（38.0每小時；23.6英里每小時），9,827匹指示馬力（7,328千瓦特） | 1892年   | 1895年6月5日 | 1920年改装成货船，1923年拆解 |

## 脚注

### 引文
1. ↑  Gardiner，第249頁
2. 1 2 3  日本海人社 & 德国巡洋舰史，第20頁
3. ↑  Sondhaus，第166頁
4. 1 2 3 4 5 6 7  日本海人社 & 德国巡洋舰史，第24頁
5. ↑  Gröner，第93–97頁
6. ↑  日本海人社 & 德国巡洋舰史，第26頁
7. ↑  日本海人社 & 德国巡洋舰史，第28頁
8. ↑  Gröner，第98–100頁
9. ↑  赵俊 2021，第355頁
10. ↑  Gröner，第ix頁
11. ↑  海战事典.2，第4頁
12. ↑  Sondhaus，第166–167頁
13. ↑  Gröner，第93頁
14. 1 2 3  Hildebrand, Röhr, & Steinmetz Vol. 7，第145頁
15. ↑  Hildebrand, Röhr, & Steinmetz Vol. 7，第147頁
16. 1 2 3  Gröner，第94頁
17. 1 2 3 4  Gröner，第93–94頁
18. 1 2 3 4 5 6 7  日本海人社 & 德国巡洋舰史，第20頁
19. 1 2  Hildebrand, Röhr, & Steinmetz Vol. 7，第178頁
20. ↑  Gröner，第93–99頁
21. ↑  Gardiner，第253頁
22. ↑  Hildebrand, Röhr, & Steinmetz Vol. 7，第154頁
23. ↑  Marley，第924–925頁
24. ↑  Hildebrand, Röhr, & Steinmetz Vol. 2，第191頁
25. 1 2 3 4 5 6 7 8 9 10 11 12 13 14 15 16 17 18 19 20  Gröner，第98頁
26. ↑  . Naval History & Heritage Command（英语：Naval History and Heritage Command）.   [2012-05-05]. （原始内容存档于2004-03-14）.
27. 1 2 3 4 5 6 7 8 9 10 11 12 13 14 15 16 17  Gröner，第97頁
28. 1 2 3 4 5 6 7 8 9 10 11 12 13 14 15 16 17 18 19 20  日本海人社 & 德国巡洋舰史，第24頁
29. ↑  Grießmer，第177頁.
30. ↑  日本海人社 & 德国巡洋舰史，第42頁
31. ↑  Gardiner，第249, 254頁
32. ↑  Hildebrand, Röhr, & Steinmetz Vol. 3，第194頁
33. ↑  德语姓名译名手册，第3頁
34. ↑  德语姓名译名手册，第578頁
35. ↑  Hildebrand, Röhr, & Steinmetz Vol. 3，第194–196頁
36. 1 2 3 4  日本海人社 & 德国巡洋舰史，第26頁
37. 1 2 3  Gröner，第99頁